# Crítico (profissional)

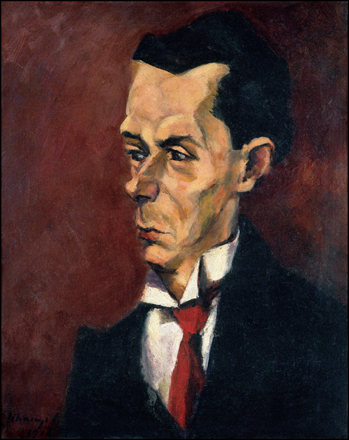
Critic de Lajos Tihanyi. Óleo sobre tela, c. 1916.

Um crítico é uma pessoa que comunica uma avaliação e uma opinião sobre várias formas de obras criativas, como arte, literatura,  música, cinema, teatro [en], moda [en], arquitetura e alimentação. Os críticos também podem ter como tema políticas sociais ou governamentais. Os julgamentos críticos, derivados ou não do pensamento crítico, ponderam uma série de fatores, inclusive uma avaliação da extensão em que o item em análise atinge seu objetivo e a intenção de seu criador e um conhecimento de seu contexto. Eles também podem incluir uma resposta pessoal positiva ou negativa.
As características de um bom crítico são a capacidade de articulação e, de preferência, a capacidade de usar a linguagem com um alto nível de apelo e habilidade. Simpatia, sensibilidade e percepção também são importantes. A forma, o estilo e o meio são todos considerados pelo crítico. Na crítica de arquitetura [en] e gastronômica, a função, o valor e o custo do item podem ser componentes adicionais.
Os críticos são aceitos publicamente e, em grande parte, seguidos por causa da qualidade de suas avaliações ou de sua reputação. Críticos influentes de arte, música, teatro e arquitetura geralmente apresentam seus argumentos em livros completos. Um exemplo muito famoso é The Seven Lamps of Architecture [en] e The Stones of Venice [en], do britânico John Ruskin. Os críticos podem basear sua avaliação em uma série de posições teóricas. Por exemplo, eles podem adotar uma perspectiva feminista ou freudiana.
Diferentemente de outros indivíduos que podem editorializar sobre assuntos por meio de sites ou cartas escritas para publicações, os críticos profissionais são pagos para produzir suas avaliações e opiniões para empresas de mídia impressa, rádio, revistas, televisão ou na internet. Quando a opinião pessoal supera o julgamento ponderado, as pessoas que emitem opiniões sobre eventos atuais, assuntos públicos, esportes, mídia ou arte costumam ser chamadas de “especialistas” em vez de críticos.
Os próprios críticos estão sujeitos a críticas concorrentes, já que o julgamento crítico final sempre envolve subjetividade. Um crítico estabelecido pode desempenhar uma função poderosa como árbitro público de gosto ou opinião. Além disso, os críticos, ou um grupo coordenado de críticos, podem conceder símbolos de reconhecimento.

## Derivação
A palavra “crítico” vem do grego κριτικός (kritikós) 'capaz de discernir', que é uma derivação grega da palavra κριτής (krités), que significa uma pessoa que oferece uma análise, um juízo de valor, uma interpretação ou uma observação.

## A visão dos críticos sobre a crítica
O crítico de arte estadunidense, Clement Greenberg, escreveu que um bom crítico se distingue pela “compreensão das provas [...] e pela [...] lealdade para com o que é relevante”; o poeta e crítico T. S. Eliot defendia que “um crítico deve ter um sentido de facto muito desenvolvido”.
No ano de 1971, Harold Charles Schonberg, principal crítico musical do jornal The New York Times entre os anos de 1960 a 1980, disse que escrevia para si próprio, “não necessariamente para os leitores, não para os músicos. [...] O trabalho de um crítico não é estar certo ou errado; o seu trabalho é expressar uma opinião num inglês legível". Schonberg foi o primeiro crítico musical a receber o Prémio Pulitzer de crítica.
O escritor estadunidense Daniel Mendelsohn [en] descreveu a equação da crítica para os críticos como conhecimento somado ao gosto gera o 'julgamento significativo'.
Crítico gastronômico, Terry Durack, explicou que de um crítico “espera-se uma discussão exaustiva, objetiva e legítima” que coloque “a ópera, a arte ou o livro em contexto, de modo a contribuir para o seu próprio corpo de conhecimentos”; no contexto de uma crítica gastronômica, isto significa que “não se trata de eu gostar ou não gostar; trata-se de eu o ajudar a decidir se vai gostar ou não”.

## Crítica social e política
Críticos sociais e políticos têm utilizado várias formas de arte para expressar suas críticas, incluindo a literatura e a música. Pierre Beaumarchais, por exemplo, antes da Revolução Francesa, usou sua peça Le Mariage de Figaro [fr] para denunciar os privilégios aristocráticos, e a influência de um crítico é ampliada por releituras subsequentes, como as versões operísticas da peça de Beaumarchais (O Barbeiro de Sevilha) por Rossini e (As Bodas de Fígaro) por Mozart. 
August Ahlqvist [en], um professor e poeta finlandês, que nutria admiração por Johan Ludvig Runeberg, o poeta nacional da Finlândia, fez críticas muito negativas à produção literária de Aleksis Kivi, quando Kivi apresentou o conteúdo da vida social do povo em um estilo rude de realismo ao invés de romantismo. Entre as críticas sociais e políticas mais famosas em forma literária estão as sátiras As Viagens de Gulliver de Jonathan Swift e A Revolução dos Bichos de George Orwell. Alguns críticos políticos, como Ai Weiwei, usam a arte visual como meio de expressão. Ao longo da história, críticos políticos enfrentaram riscos elevados, incluindo o risco de prisão ou morte.

## Crítica virtual
Foram desenvolvidos vários sites com o objetivo de compilar ou publicar críticas originais no ambiente digital. Alguns exemplos são o Blogcritics [en], o Rotten Tomatoes e o Yelp. De acordo com  A. O. Scott, crítico-chefe de cinema do The New York Times, 'toda a gente na Internet é um crítico'. Alguns críticos, como Roger Ebert, alcançaram um estatuto icónico na cultura pop e tornaram-se muito respeitados.

## Cinema e televisão
Os críticos de cinema estadunidenses Roger Ebert e Gene Siskel colaboraram e apareceram na televisão, por vezes concordando na sua análise das obras cinematográficas, outras vezes divergindo.
Personagens que representam críticos fizeram parte de alguns filmes e foram representados em comédias, como um crítico gastronômico na animação Ratatouille e um crítico de arte numa das partes iniciais da comédia antológica History of the World, Part I [en].

## Respostas aos críticos
As pessoas cujo trabalho é objeto de crítica têm uma grande variedade de reações. Podem, por exemplo, sentir-se agradecidas, ofendidas, angustiadas, encorajadas, divertidas ou desiludidas. A banda estadunidense Guns N' Roses, na canção, Get in the Ring [en] que compõe o álbum Use Your Illusion II, respondeu aos críticos de diversas revistas musicais.
A marca de biscoitos brasileira Globo, do Rio de Janeiro, agradeceu ao The New York Times, por criticar seu produto por ser “sem gosto e sem graça, assim como a culinária carioca”, pois houve uma onda de engajamento em defesa do biscoito e pela culinária do Rio.

## Críticos notórios
Entre críticos notórios, que destacaram-se em suas atividades pode-se citar:
- Alcir Pécora
- Andrade Muricy
- Ángel Rama
- Antonio Candido
- Augusto M. Seabra
- Beatriz Pacheco Pereira
- David Denby
- Erich Auerbach
- Eve Kosofsky Sedgwick
- Gastão Cruz
- Gene Siskel
- Guilhermino César
- Isabela Boscov
- Mário Pedrosa
- Otto Maria Carpeaux
- Pablo Villaça
- Pauline Kael
- Roger Ebert
- Roger Kimball
- Rubens Ewald Filho
- Sílvio Romero
- Temístocles Linhares
- Tristão de Athayde
- Waldemar Dalenogare